# Калька (мовознавство)
Ка́лька (фр. calque — «копія») або калькування — вид мовного запозичення, утворення нового фразеологізму, слова або нового значення слова через буквальний переклад відповідного іншомовного елемента. Уперше термін «калька» (від фр. calque — «копія, наслідування») був ужитий на початку ХХ ст. французьким лінгвістом Ш. Баллі, який розумів під ним «слова й вислови, утворені автоматично через механічний переклад, за зразком»[джерело?].

## Класифікація
Існує декілька видів кальки:
Словотворчі або структурні кальки — поморфемний переклад іншомовного слова, напр.:
- «внутрішньом'язовий» — з лат. intramuscularis (від intra- — «внутрішньо» + muscularis — «м'язовий»)
- «заміщення» — з англ. substitution
- «надлишок» — з англ. surplus
- «хмарочос», «хмародряп[3]» — нім. Wolkenkratzer (від Wolken — «хмари» + kratzen — «дерти», «дряпати»)
- «представлений» — нім. Vorstellung (від vor — «перед», stellen — «ставити»)
- «недолік» — рос. недочёт
- «підприємство» — нім. Unternehmen.

Семантичні кальки — запозичення переносного значення слова. Це корінні українські слова, які під впливом слів-відповідників з іншої мови набувають нового значення, напр.:
- «обмежений» (у значенні «тупий, тупоголовий») — з фр. borné «обмежений (як про територію, так і про людину)»
- «уподобання споживачів» — з англ. consumer preferences
- «насичення попиту» — з англ. demand saturation
- «центрист» в значенні «особа, яка має помірні політичні погляди» — з фр. centriste
- «блискучий» із значенням «надзвичайний, довершений» — з фр. brillant

Фразеологічні кальки — дослівний переклад фразеологізму, напр.:
- «тут собака заритий» (у значенні «у цьому суть справи») — з нім. da ist der Hund begraben
- «не в своїй тарілці» («не по собі») — з фр. ne pas dans son assiette
- «сліпа покірність» — з нім. blinder Gehorsam
- «багато галасу з нічого» («багато галасу даремно») — з англ. much ado about nothing («багато про нічого»)

Напівкальки — неповний переклад з іншої мови: частина слова або вислову перекладається, а частина залишається без перекладу, напр.:
- «антитіло» — з фр. anticorps
- «телебачення» — з грец. tele — «далеко»
- «гуманність» — з лат. humanitas
- «ф'ючерсна угода» — з англ. futures agreement
- «ефект доходу» — з англ. income effect
- «проковтнути гірку пігулку» (у значенні «мовчки вислухати докір») — з фр. avaler la pilule
- «жовтофіоль» — з нім. Gelbeviole (з нім. gelbe — «жовта» + лат. viola — «фіалка»).

## Сприйняття
Кальки виникають як реакція носіїв мови на різке зростання кількості прямих запозичень. Співвідношення калькованих слів та прямих запозичень у різних мовах різне. У деяких мовах (ісландська, тибетська) створення кальки — чи не єдиний спосіб засвоєння іншомовної лексики.[джерело?]

## Кальки в українській мові
В українській мові існує певна кількість кальок з польської мови: «надихати», «підручник», «посідати», «часопис» (пол. natchnąć, podręcznik, posiadać, czasopismo)[джерело?].
Багато кальок з російської з'явилося за радянських часів: «виробничник», «госпрозрахунок», «довгобуд», «доповідач», «колгосп», «ліспромгосп», «місяцехід», «радгосп», «тимчасовик» (рос. производственник, хозрасчёт, долгострой, докладчик, колхоз, леспромхоз, луноход, совхоз, временщик).
Останнім часом в українській мові спостерігають вживання терміна «калька» не як буквальний переклад іншомовного терміна, а як пряме невмотивоване запозичення (зокрема, з російської мови).